# جوفي (أومبريا)
جوفي (بالإيطالية: Giove)‏ هي بلدية في مقاطعة تيرني في إقليم أومبريا الإيطالي.

## السكان
في سنة 1861 بلغ عدد السكان 1٬102 نسمة، وتطور العدد ليصل في سنة 2011 لـ 1٬900 نسمة.
يظهر هذا المخطط البياني تطور النمو السكاني لـ جوفي (أومبريا)